# Tamavua River
Tamavua River är ett vattendrag i Fiji.   Det ligger i divisionen Centrala divisionen, i den östra delen av landet, 3 km norr om huvudstaden Suva. Tamavua River ligger på ön Viti Levu.